# Lo chiamavano King...
Lo chiamavano King... è un film del 1971 diretto da Giancarlo Romitelli.

## Trama
Il cacciatore di taglie John Marley detto King, presta la sua collaborazione con il maggiore Harrington e all'ispettore Gordon per far luce su un traffico di armi che si svolge alla frontiera tra gli Stati Uniti e il Messico.

## Colonna sonora
La colonna sonora del film è stata composta da Luis Bacalov. Un brano è stato poi utilizzato da Quentin Tarantino nel 2012 per il suo film Django Unchained.